# Aten-asteroid
| Mars (M) Venus (V) Merkurius (H) | Solen Atenasteroider Jorden (E) |

Delen av solsystemet som Aten asteroiderna finns i.

Aten-asteroider är en grupp av jordnära objekt uppkallade efter den först upptäckta asteroiden i gruppen (2062 Aten). De definieras av att de har sitt medelavstånd mindre än en astronomisk enhet (avståndet från solen till jorden). Eftersom asteroiders omloppsbana kan ha hög excentricitet behöver inte en atenasteroid befinna sig helt innanför jordens omloppsbana. Det är istället så att nästan alla har sitt aphelium utanför jordens omloppsbana. De som har sin omloppsbana helt innanför jordens omloppsbana kallas apohele-asteroider. I september 2008 fanns det 13 objekt som tillhörde eller misstänktes tillhöra apohele-gruppen jämfört med 474 atenasteroider.
Under en period trodde man att 99942 Apophis skulle utgöra ett hot mot jorden år 2029, men det har senare konstaterats att asteroiden kommer att missa med ett avstånd på 30 000 km, en tiondel av avståndet till månen.

## Rekord för Aten-asteroider
| Upptäckt          | Objekt    | Datum           |
| ----------------- | --------- | --------------- |
| Första upptäckt   | 2003 UC20 | 5 december 1954 |
| Första bekräftade | 2062 Aten | 7 januari 1976  |

| Fysiska rekord                 | Objekt            | Absolut magnitud | Diameter |
| ------------------------------ | ----------------- | ---------------- | -------- |
| Störst och svagast (namngiven) | 2340 Hathor       | 19,2             | 5,3 km   |
| Ljusast                        | (137170) 1999 HF1 | 14,5             | 4,3 km   |
| Ljusast (numrerad)             | (66146) 1998 TU3  | 14,7             | 3,6 km   |
| Ljusast (namngiven)            | 3753 Cruithne     | 15,1             | 3,3 km   |
| Minst (namngiven)              | 3362 Khufu        | 18,3             | 700 m    |
| Svagast (numrerad)             | (68347) 2001 KB67 | 19,9             | 505 m    |
| Svagast                        | 2003 SW130        | 29,1             | 5 m      |

### Banrekord
| Perihelium          | Objekt             | q (au) | Anmärkning                 |
| ------------------- | ------------------ | ------ | -------------------------- |
| Minsta              | 2000 BD19          | 0,092  |                            |
| Minsta (namngiven)  | 2340 Hathor        | 0,464  |                            |
| Största (numrerad)  | 2062 Aten          | 0,790  |                            |
| Största             | 2002 AA29          | 0,984  | Bunden till jordens omlopp |
| Aphelium            | Objekt             | Q (au) | Anmärkning                 |
| Minsta              | 2004 JG6           | 0,973  | Apohele-asteroid           |
| Minsta (numrerad)   | (33342) 1998 WT24  | 1,019  |                            |
| Minsta (namngiven)  | 2062 Aten          | 1,143  |                            |
| Största (namngiven) | 3753 Cruithne      | 1,511  | Bunden till jordens omlopp |
| Största             | (66063) 1998 RO1   | 1,705  |                            |
| Excentricitet       | Objekt             | e      | Anmärkning                 |
| Minsta              | 2002 AA29          | 0,013  | Bunden till jordens omlopp |
| Minsta (numrerad)   | 2062 Aten          | 0,183  |                            |
| Största (namngiven) | 3753 Cruithne      | 0,515  | Bunden till jordens omlopp |
| Största             | (137924) 2000 BD19 | 0,895  |                            |
| Inklination         | Objekt             | i (°)  | Anmärkning                 |
| Minsta              | 2004 FH            | 0,000  |                            |
| Minsta (numrerad)   | (65679) 1989 UQ    | 1,3    |                            |
| Minsta (namngiven)  | 2340 Hathor        | 5,9    |                            |
| Största (numrerad)  | 5381 Sekhmet       | 49,0   |                            |
| Största             | 1998 SV4           | 53,3   |                            |